# کاش‌لی‌جا (یورغیر)
کاش‌لی‌جا (به ترکی استانبولی: Kaşlıca) یک منطقهٔ مسکونی در ترکیه است که در یورغیر واقع شده‌است.